# Caryophyllaceae
Le Cariofillacee (Caryophyllaceae Juss., 1789) sono una famiglia di piante angiosperme dicotiledoni dell'ordine Caryophyllales.

## Descrizione
Comprende erbe annuali o perenni con fusti che presentano nodi ben evidenti e con foglie opposte ed intere.

Il fiore regolare ed ipogino ha un pistillo composto da 2-5 carpelli, ovuli inseriti su una colonna centrale e 2-6 stili liberi.

Il calice è persistente, gamosepalo o dialisepalo con 4-5 divisioni; i petali in numero di 4-5 sono liberi fino alla base; gli stami sono in numero doppio dei petali.

Il frutto è una capsula uniloculare, deiscente in 4-6 valve, oppure può essere una bacca (Cucubalus).

I semi, più o meno numerosi, sono spesso reniformi.

## Biologia
La gran parte delle specie di questa famiglia si riproduce per impollinazione entomogama, mediata da ditteri o lepidotteri.

## Distribuzione e habitat
Le specie di questa famiglia relativamente ampia sono diffuse soprattutto nelle zone temperate e fredde dell'emisfero boreale, ma possono essere rinvenute su tutta la terra, un po' meno in Australia dove ne esistono pochi gruppi.

Le specie italiane sono circa 180.

## Tassonomia
La famiglia veniva tradizionalmente suddivisa, in base a criteri morfologici, in 3 sottofamiglie: Alsinoideae (con calice dialisepalo), Caryophylloideae (con calice gamosepalo) e Paronychioideae (con foglie stipolate). Tale suddivisione non ha ricevuto conferme dalle analisi di filogenesi molecolare. In base alle risultanze di tali studi viene attualmente accettata una suddivisione in undici tribù, con complessivi 102 generi.
- Tribù Alsineae

- Adenonema Bunge
- Cerastium Tourn. ex L.
- Dichodon (Bartl. ex Rchb.) Rchb.
- Hartmaniella M.L.Zhang & Rabeler
- Holosteum Dill. ex L.
- Lepyrodiclis Fenzl
- Mesostemma Vved.
- Moenchia Ehrh.
- Nubelaria M.T.Sharples & E.A.Tripp
- Odontostemma Benth. ex G.Don
- Pseudostellaria Pax
- Pycnophyllopsis Skottsb.
- Rabelera M.T.Sharples & E.A.Tripp
- Reicheella Pax
- Schizotechium (Fenzl) Rchb.
- Shivparvatia Pusalkar & D.K.Singh
- Stellaria L.
- Thurya Boiss. & Balansa

- Tribù Arenarieae

- Arenaria Ruppius ex L.
- Brachystemma D.Don
- Himgiria Pusalkar & D.K.Singh

 
- Moehringia L.

 
- Tribù Caryophylleae

- Acanthophyllum C.A.Mey.
- Balkana Madhani & Zarre
- Bolanthus (Ser.) Rchb.
- Cyathophylla Boquet & Strid
- Dianthus L.
- Gypsophila L.
- Heterochroa Bunge
- Petroana Madhani & Zarre
- Petrorhagia (Ser. ex DC.) Link
- Phrynella Pax & K.Hoffm.
- Psammophiliella Ikonn.
- Psammosilene W.C.Wu & C.Y.Wu
- Saponaria L.
- Yazdana A.Pirani & Noroozi

 
- Tribù Corrigioleae
  - Corrigiola L.
  - Telephium L.

- Tribù Eremogoneae
  - Eremogone Fenzl
  - Thylacospermum Fenzl

- Tribù Paronychieae

- Chaetonychia (DC.) Sweet
- Gymnocarpos Forssk.
- Herniaria Tourn. ex L.
- Kabulia Bor & C.E.C.Fisch.
- Paronychia Mill.
- Philippiella Speg.

- Tribù Polycarpeae

- Achyronychia Torr. & A.Gray
- Augustea Iamonico
- Cardionema DC.
- Cerdia Moc. & Sessé ex DC.
- Cometes L.
- Dicheranthus Webb
- Drymaria Willd. ex Schult.
- Haya Balf.f.
- Illecebrum Ruppius ex L.
- Krauseola Pax & K.Hoffm.
- Loeflingia L.
- Microphyes Phil.
- Ortegia Loefl.
- Pirinia M.Král
- Pollichia Aiton
- Polycarpaea Lam.
- Polycarpon Loefl.
- Polytepalum Suess. & Beyerle
- Pteranthus Forssk.
- Pycnophyllum J.Rémy
- Scopulophila M.E.Jones
- Sphaerocoma T.Anderson
- Stipulicida Michx.
- Xerotia Oliv.

- Tribù Sagineae

- Bufonia Sauvage
- Colobanthus Bartl.
- Drypis P.Micheli ex L.
- Facchinia Rchb.
- Habrosia Fenzl
- Mcneillia Dillenb. & Kadereit
- Minuartia Loefl.
- Minuartiella Dillenb. & Kadereit
- Sabulina Rchb.
- Sagina L.
- Selleola Urb.

 
- Tribù Sclerantheae

- Cherleria L.
- Engellaria Iamonico
- Geocarpon Mack.
- Honckenya Ehrh.
- Mononeuria Rchb.
- Pentastemonodiscus Rech.f.
- Pseudocherleria Dillenb. & Kadereit
- Schiedea Cham. & Schltdl.
- Scleranthus L.
- Triplateia Bartl.
- Wilhelmsia Rchb.

 
- Tribù Sileneae

- Agrostemma L.
- Atocion Adans.
- Eudianthe (Rchb.) Rchb.
- Heliosperma (Rchb.) Rchb.
- Petrocoptis A.Braun ex Endl.
- Silene L.
- Viscaria Bernh.

 
 
- Tribù Sperguleae

- Rhodalsine J.Gay
- Spergula Dill. ex L.
- Spergularia (Pers.) J.Presl & C.Presl

### Alcune specie

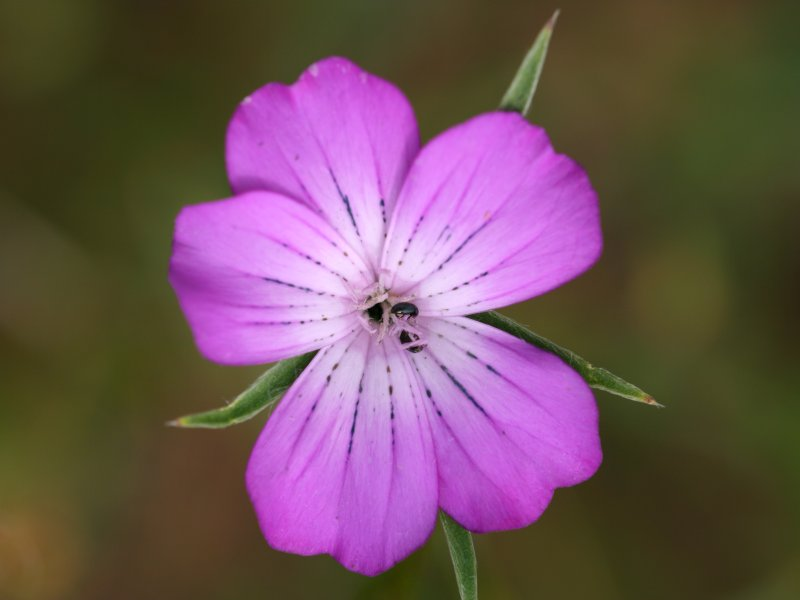
Agrostemma githago
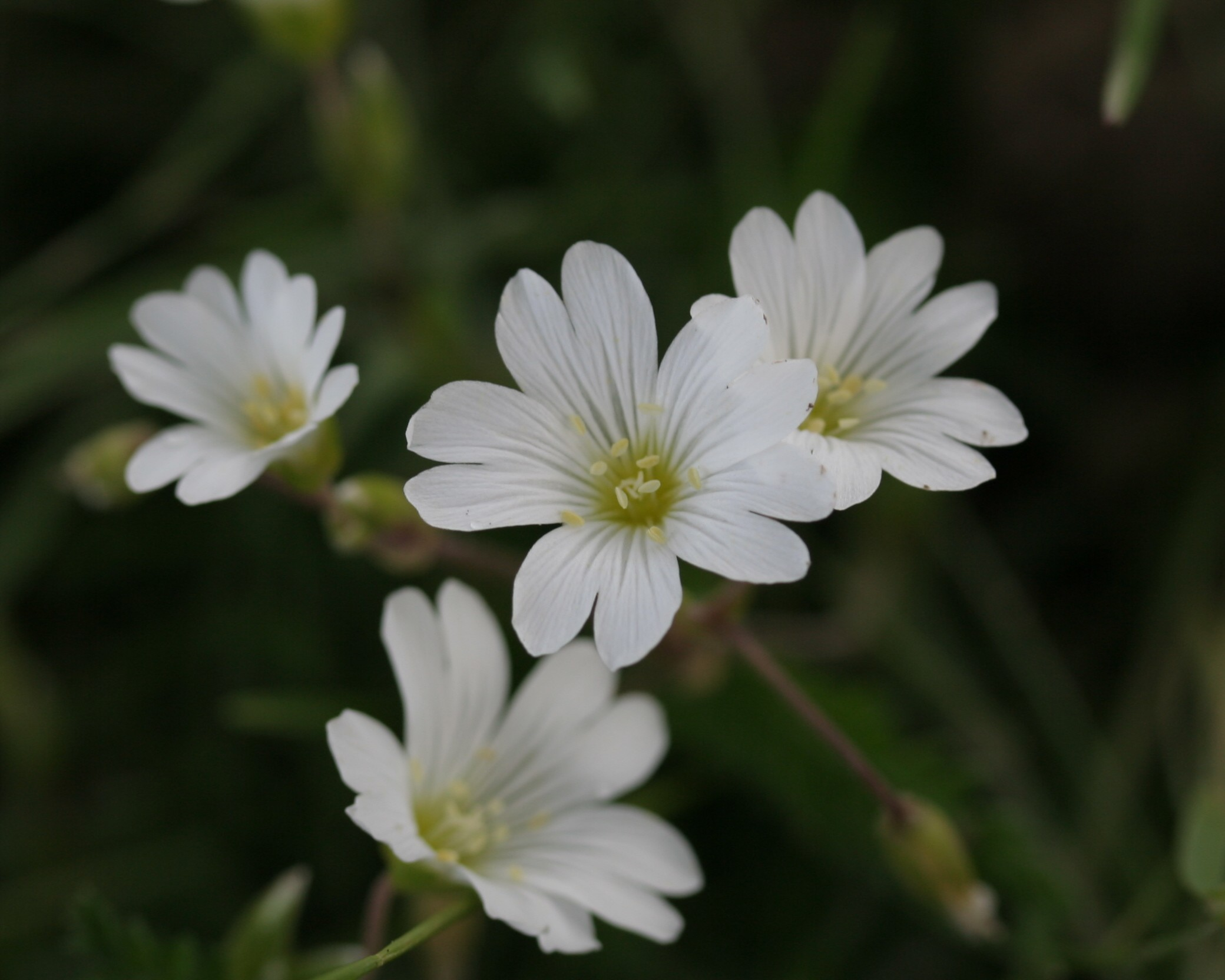
Cerastium arvense
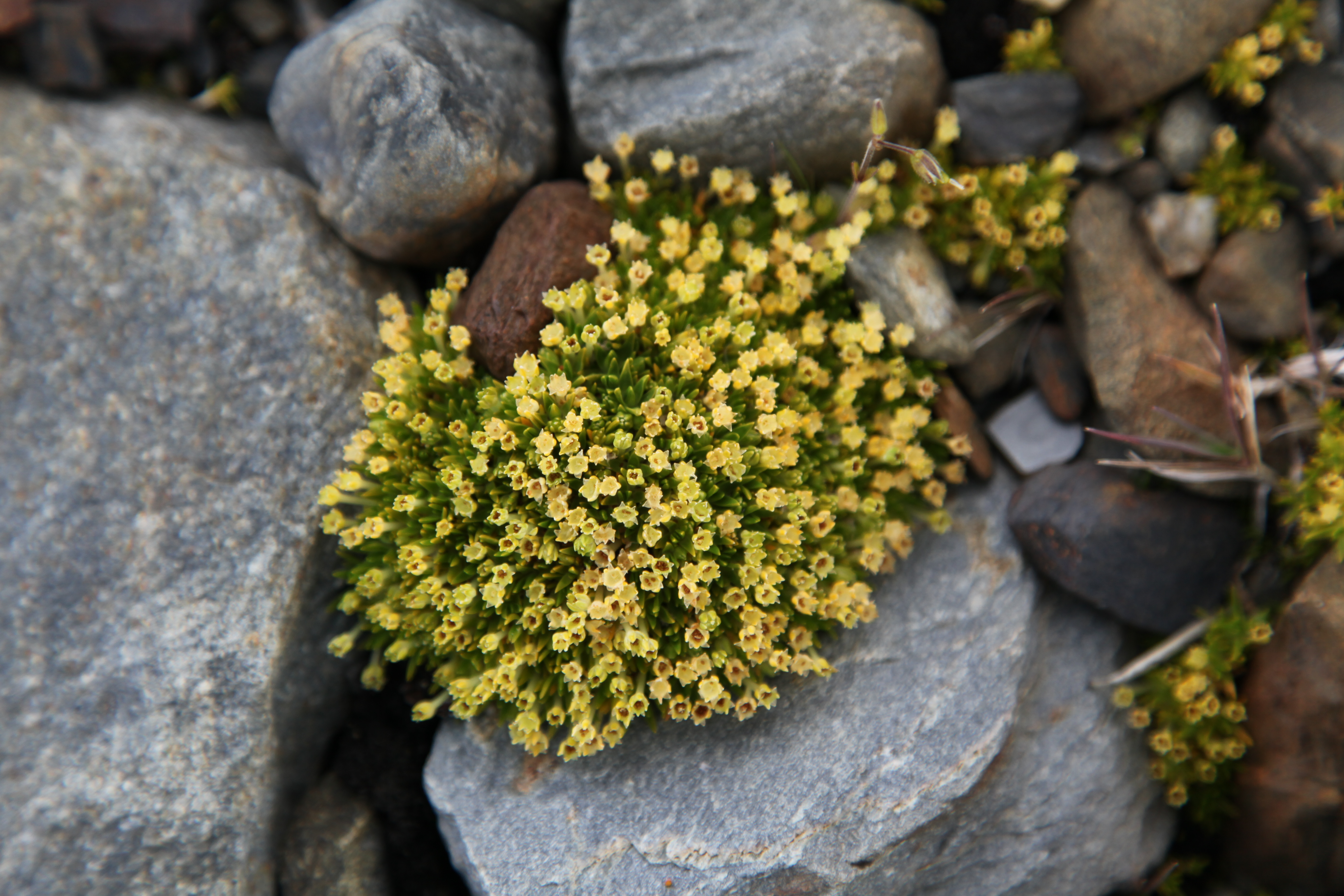
Colobanthus quitensis
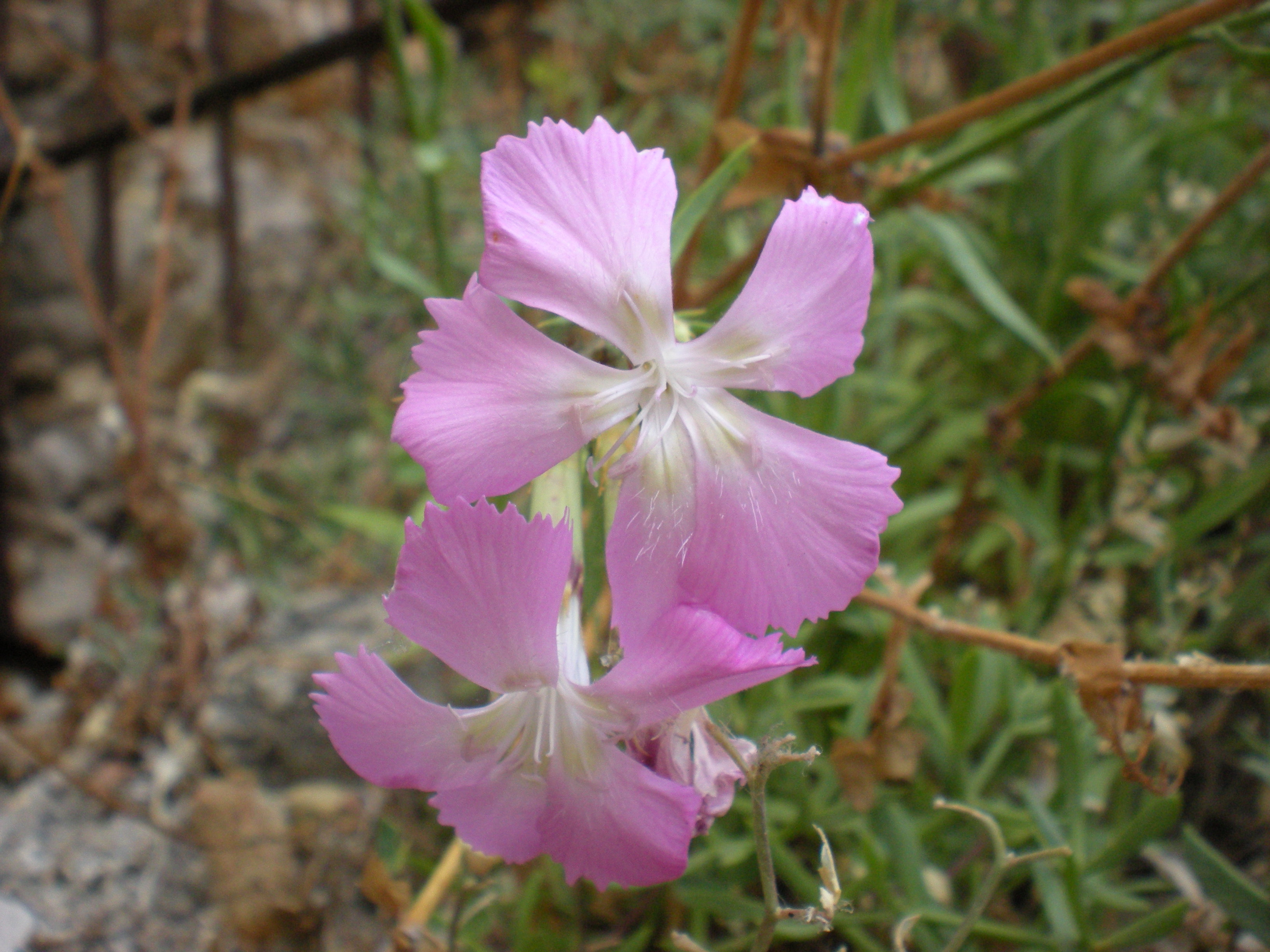
Dianthus rupicola
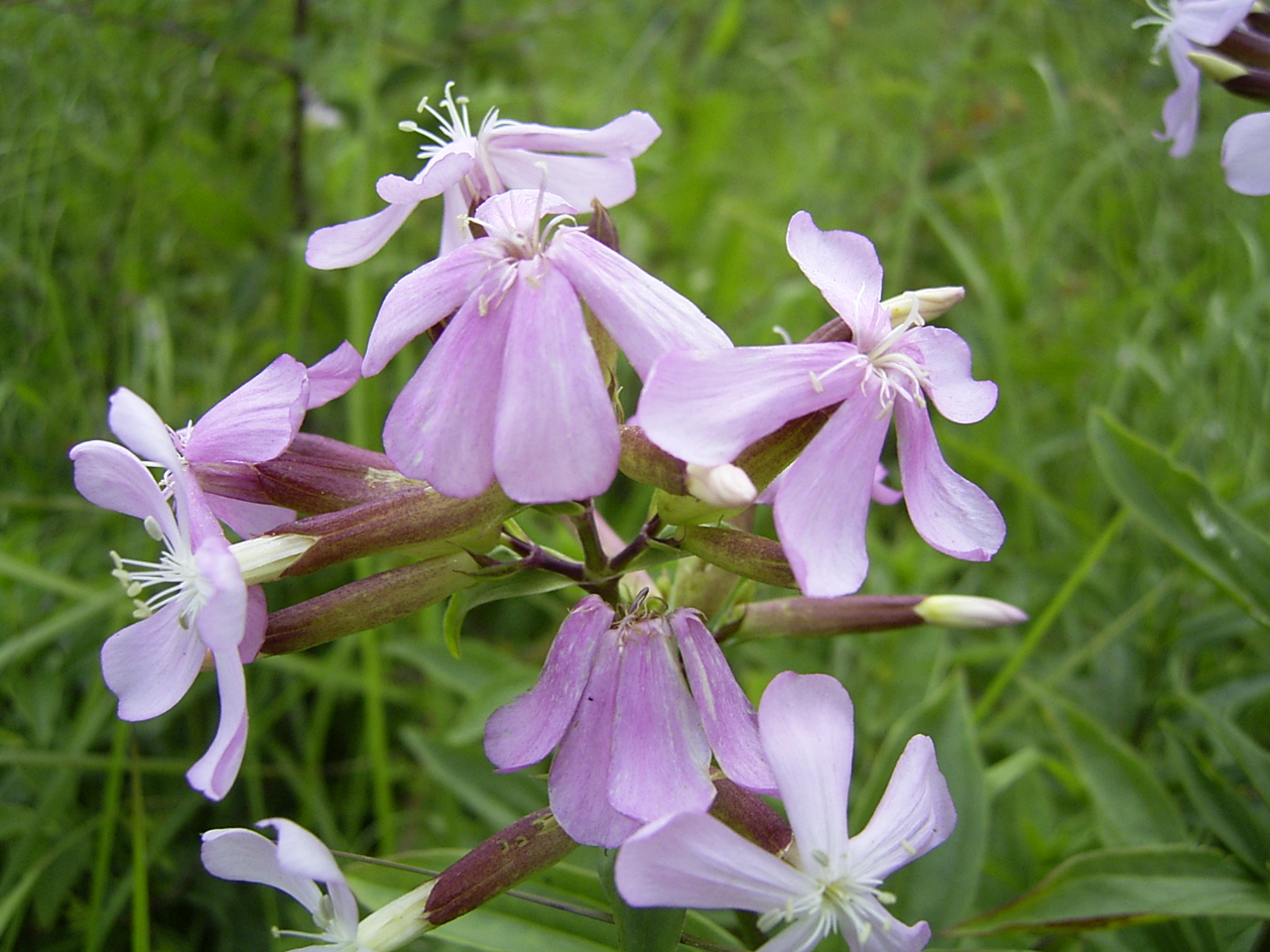
Saponaria officinalis
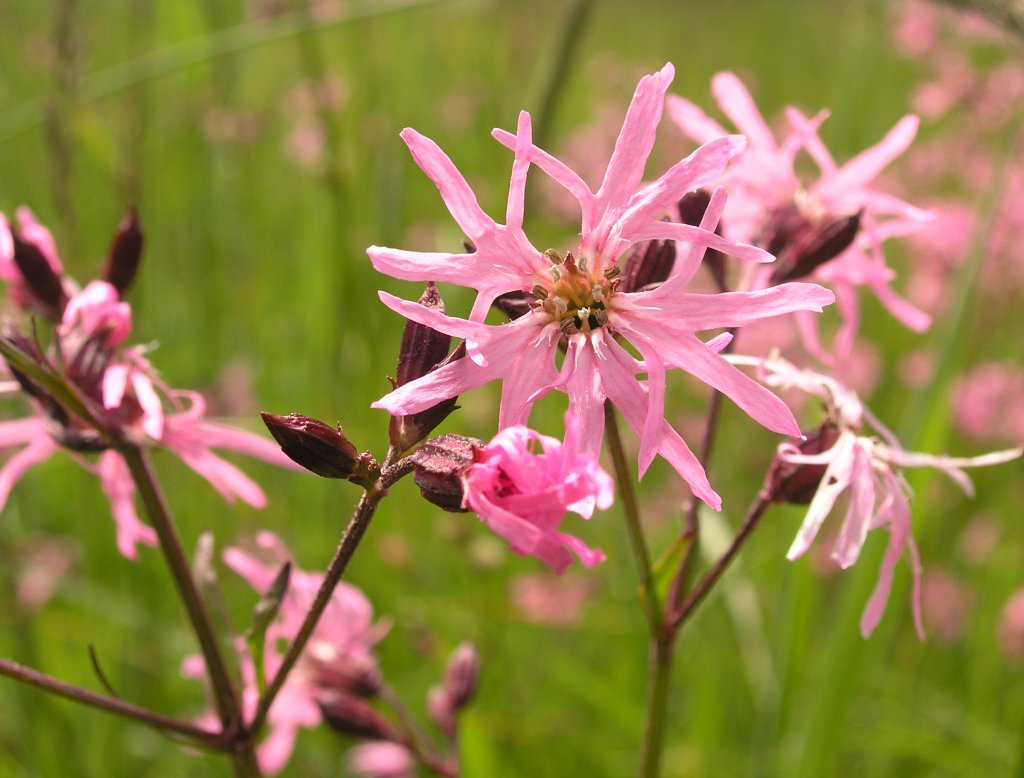
Silene flos-cuculi
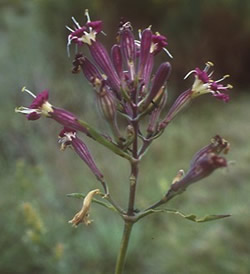
Silene hicesiae
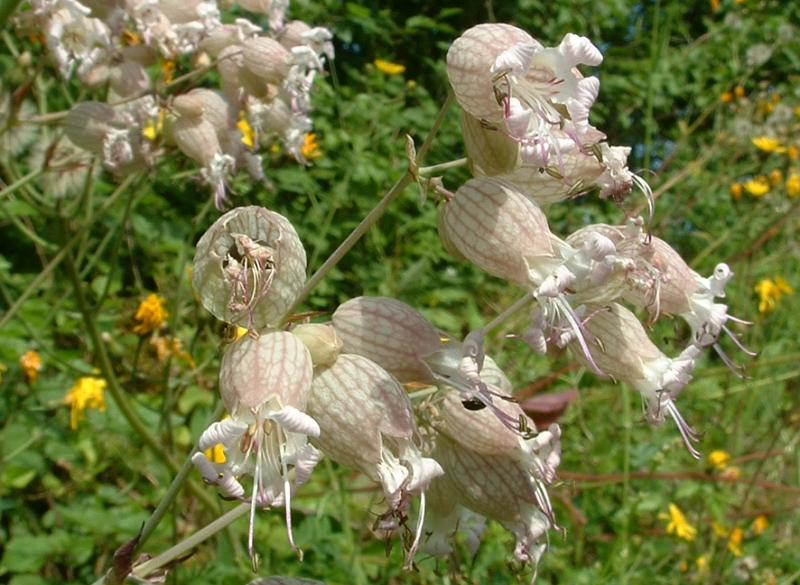
Silene vulgaris
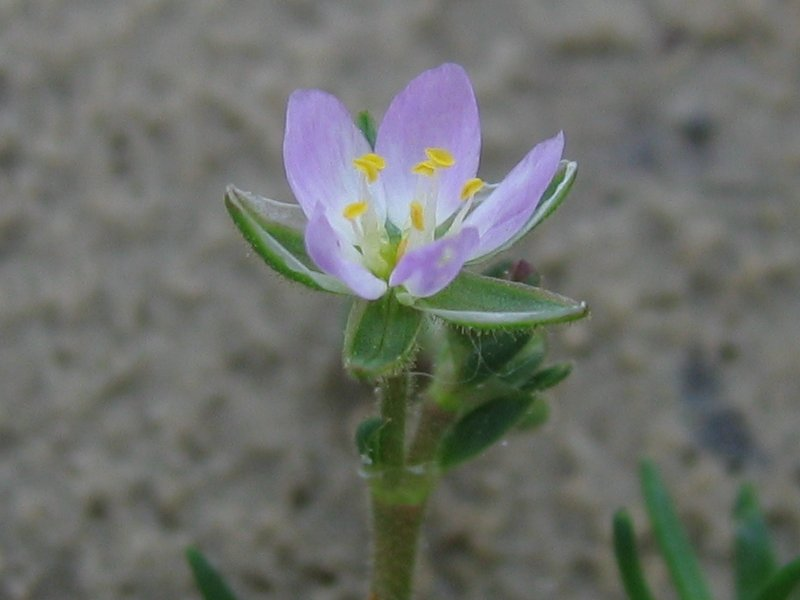
Spergularia media
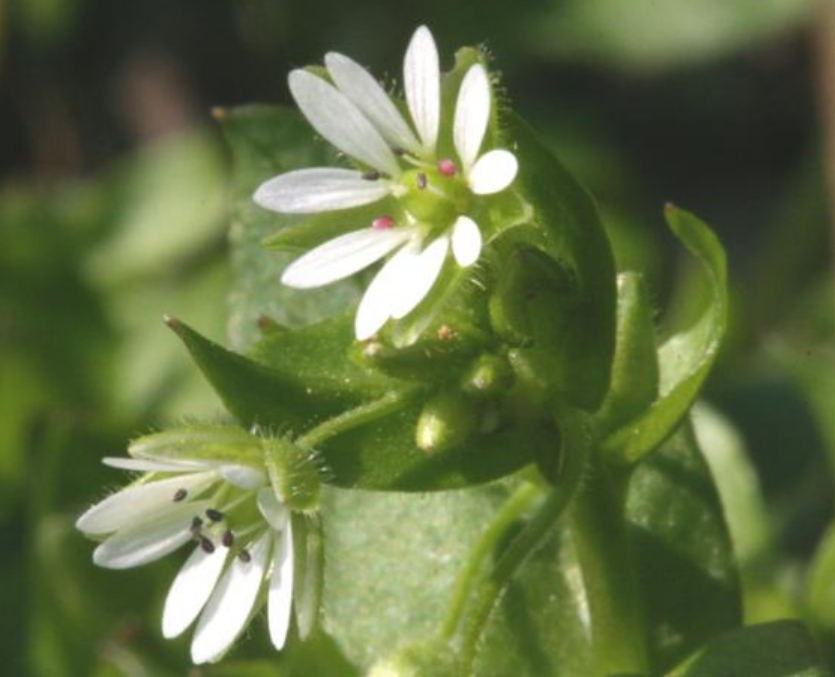
Stellaria media